# رقيش
رَقِيش أو رَقِيْشَة (الاسم العلمي: Diagramma)، جنس أسماك بحرية من شعاعيات الزعانف وفصيلة أسماك الناخر. موطنها المحيط الهندي وغرب المحيط الهادئ. لحومها متوسطة الصنف مأكولة. الأنواع المعترف بها حاليًا في هذا الجنس هي:
- Diagramma centurio جورج كوفييه, 1830 (sailfin rubberlip)
- Diagramma labiosum W. J. Macleay, 1883
- Diagramma melanacrum J. W. Johnson & جون إرنست راندال, 2001 (blackfin slatey)
- Diagramma pictum (كارل بيتر تونبرغ, 1792) (painted sweetlips)
- Diagramma punctatum G. Cuvier, 1830